# Mathías Olivera
Mathías Olivera Miramontes (sinh ngày 31 tháng 10 năm 1997) là một cầu thủ bóng đá chuyên nghiệp người Uruguay, đang thi đấu ở vị trí hậu vệ trái cho câu lạc bộ Serie A Napoli và đội tuyển quốc gia Uruguay.

## Sự nghiệp câu lạc bộ

### Uruguay
Mathías Olivera Miramontes sinh ra tại Montevideo, Uruguay và là cựu học viên của đội trẻ Nacional. Sau khi tiến bộ qua các giai đoạn đào tạo, anh đã có trận ra mắt chuyên nghiệp vào ngày 13 tháng 2 năm 2016, khi bắt đầu trận đấu và bị thẻ phạt trong chiến thắng 3-0 trên sân khách trước River Plate.
Olivera chỉ xuất hiện trong một trận đấu khác cho CLB của mình, trong trận thua 0-2 trước Plaza Colonia vào ngày 29 tháng 2 năm 2016. Vào tháng 12 cùng năm đó, anh được chính Daniel Fonseca, người đại diện của mình mua đứt và giao cho Atenas de San Carlos thi đấu tại Segunda División.
Vào tháng 7 năm 2017, Olivera đã vượt qua cuộc kiểm tra y tế tại Galatasaray, nhưng cuối cùng không ký hợp đồng và trở về Uruguay.

### Getafe
Vào ngày 14 tháng 8 năm 2017, Olivera ký hợp đồng 6 năm với câu lạc bộ La Liga Getafe. Anh ghi bàn thắng đầu tiên của mình vào ngày 21 tháng 4 năm 2018, lập công duy nhất trong trận thắng 1-0 trước Eibar."

### Albacete (loan)
Vào ngày 4 tháng 7 năm 2018, đội bóng Segunda División Albacete thông báo về việc mượn Olivera trong suốt mùa giải. Anh ta đã thi đấu 15 trận và ghi được 1 bàn thắng cho câu lạc bộ trước khi mượn của anh bị Getafe chấm dứt vào ngày 25 tháng 1 năm 2019.

## Thống kê sự nghiệp

### Câu lạc bộ
Tính đến ngày 26 tháng 5 năm 2024
| Câu lạc bộ          | Mùa giải            | Giải đấu                   | Giải đấu | Giải đấu | Cúp quốc gia | Cúp quốc gia | Châu lục | Châu lục | Tổng cộng | Tổng cộng |
| Câu lạc bộ          | Mùa giải            | Hạng                       | Trận     | Bàn      | Trận         | Bàn          | Trận     | Bàn      | Trận      | Bàn       |
| ------------------- | ------------------- | -------------------------- | -------- | -------- | ------------ | ------------ | -------- | -------- | --------- | --------- |
| Nacional            | 2015–16             | Uruguayan Primera División | 2        | 0        | —            | —            | 0        | 0        | 2         | 0         |
| Nacional            | 2016                | Uruguayan Primera División | 0        | 0        | —            | —            | —        | —        | 0         | 0         |
| Nacional            | Total               | Total                      | 2        | 0        | 0            | 0            | 0        | 0        | 2         | 0         |
| Atenas              | 2017                | Uruguayan Segunda División | 0        | 0        | —            | —            | —        | —        | 0         | 0         |
| Getafe              | 2017–18             | La Liga                    | 3        | 1        | 1            | 0            | —        | —        | 4         | 1         |
| Getafe              | 2018–19             | La Liga                    | 14       | 0        | 0            | 0            | —        | —        | 14        | 0         |
| Getafe              | 2019–20             | La Liga                    | 24       | 0        | 0            | 0            | 5        | 0        | 29        | 0         |
| Getafe              | 2020–21             | La Liga                    | 31       | 0        | 1            | 0            | —        | —        | 32        | 0         |
| Getafe              | 2021–22             | La Liga                    | 32       | 1        | 0            | 0            | —        | —        | 32        | 1         |
| Getafe              | Tổng cộng           | Tổng cộng                  | 104      | 2        | 2            | 0            | 5        | 0        | 111       | 2         |
| Albacete (mượn)     | 2018–19             | Segunda División           | 15       | 1        | 0            | 0            | —        | —        | 15        | 1         |
| Napoli              | 2022–23             | Serie A                    | 30       | 2        | 1            | 0            | 8        | 0        | 39        | 2         |
| Napoli              | 2023–24             | Serie A                    | 23       | 1        | 0            | 0            | 6        | 0        | 29        | 1         |
| Napoli              | Tổng cộng           | Tổng cộng                  | 53       | 3        | 1            | 0            | 14       | 0        | 68        | 3         |
| Tổng cộng sự nghiệp | Tổng cộng sự nghiệp | Tổng cộng sự nghiệp        | 174      | 6        | 3            | 0            | 19       | 0        | 182       | 6         |

1. ↑  Bao gồm Copa del Rey, Coppa Italia
2. ↑  Ra sân ở UEFA Europa League
3. ↑  Ra sân ở UEFA Champions League

### Quốc tế
Tính đến ngày 13 tháng 7 năm 2024
| Đội tuyển quốc gia | Năm       | Trận | Bàn |
| ------------------ | --------- | ---- | --- |
| Uruguay            | 2022      | 11   | 0   |
| Uruguay            | 2023      | 5    | 1   |
| Uruguay            | 2024      | 7    | 1   |
| Tổng cộng          | Tổng cộng | 23   | 2   |

Bàn thắng và kết quả của Uruguay được để trước.
| # | Ngày                 | Địa điểm                                                     | Đối thủ  | Bàn thắng | Kết quả | Giải đấu                      |
| - | -------------------- | ------------------------------------------------------------ | -------- | --------- | ------- | ----------------------------- |
| 1 | 12 tháng 10 năm 2023 | Sân vận động đô thị Roberto Meléndez, Barranquilla, Colombia | Colombia | 1–1       | 1–1     | Vòng loại FIFA World Cup 2026 |
| 2 | 1 tháng 7 năm 2024   | Sân vận động Arrowhead, Kansas City, Hoa Kỳ                  | Hoa Kỳ   | 1–0       | 1–0     | Copa América 2024             |